# Krzysztof Kasznica

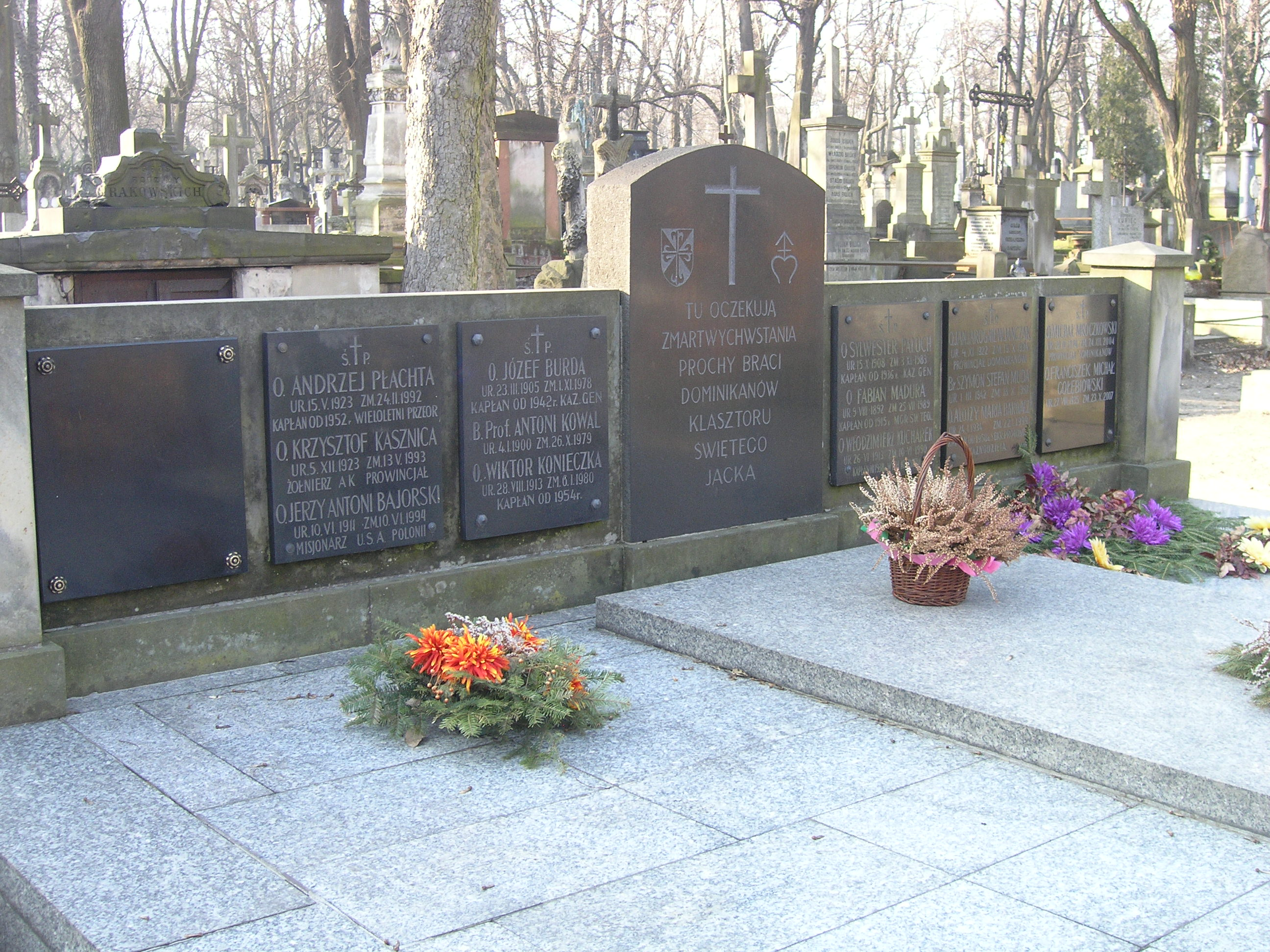
Grób Krzysztofa Kasznicy i innych dominikanów z klasztoru św. Jacka na Starych Powązkach w Warszawie (stan na marzec 2012)

Krzysztof Kasznica, imię świeckie Andrzej (ur. 5 grudnia 1923 w Poznaniu, zm. 13 maja 1993 w Warszawie) – polski dominikanin, powstaniec warszawski, prowincjał polskiej prowincji dominikanów, członek Klubu Inteligencji Katolickiej w Warszawie

## Życiorys
Był synem Stanisława Kasznicy i bratem przyrodnim Stanisława Kasznicy młodszego. Walczył w powstaniu warszawskim, w pułku „Baszta” – batalionie „Bałtyk”, w stopniu kaprala podchorążego, pseudonim „Ostoja”. Został ciężko ranny, przejściowo całkowicie utracił władzę w nogach i do końca życia miał problemy z chodzeniem. Wyszedł z powstania z ludnością cywilną. W 1946 ukończył studia prawnicze na Uniwersytecie im. Adama Mickiewicza i w tym samym roku wstąpił do zakonu dominikanów. Święcenia kapłańskie przyjął 13 lipca 1952. W latach 1960–1973 był członkiem redakcji Tygodnika Powszechnego. Od lat 60. był aktywnym członkiem Klubu Inteligencji Katolickiej w Warszawie. W 1961 został kapelanem, a następnie asystentem wspólnoty Rodzina Matki Bożej Bolesnej. W 1966 został wybrany prowincjałem polskiej prowincji dominikanów. W 1968 wziął udział w dyskusji miesięcznika „Więź” o sytuacji i roli kapłanów we współczesnym społeczeństwie polskim. Jego krytyczny głos spotkał się z równie krytyczną reakcją kard. Stefana Wyszyńskiego, który uznał to wystąpienie za przeszkodę w dalszym sprawowaniu posługi prowincjała.
Od 1974 na stałe mieszkał w Konwencie św. Jacka w Warszawie. Podpisał List 101. Spoczywa na cmentarzu Powązkowskim w Warszawie w grobowcu dominikanów (kwatera II-2-1).
23 kwietnia 1979 został odznaczony przez prezydenta RP na uchodźstwie Krzyżem Oficerskim Orderu Odrodzenia Polski.